# Piaszczyte (powiat koszaliński)
Piaszczyte – osada w Polsce położona w województwie zachodniopomorskim, w powiecie koszalińskim, w gminie Bobolice. Miejscowość wchodzi w skład sołectwa Jatynia.
W latach 1975–1998 miejscowość położona była w województwie koszalińskim.